# Guido Frisoni
Guido Frisoni (San Marino, 11 ottobre 1970) è un ex ciclista su strada sammarinese.

## Biografia
Nato nel 1970 a San Marino, a 21 anni ha partecipato ai Giochi olimpici di Barcellona 1992, nella corsa in linea, non riuscendo a terminare la gara.
Ha chiuso la carriera nel 1995, dopo due anni da professionista, nel biennio 1994-1995 con la Mercatone Uno, squadra sammarinese.

## Piazzamenti

### Competizioni mondiali
- Giochi olimpici

Barcellona 1992 - In linea: ritirato